# 瓦雷茨站
瓦雷茨站，是法国的一个铁路车站，位于法国城市瓦雷茨。

## 位置
瓦雷茨站位于瓦雷茨市区的西南部，内克松－布里夫拉盖亚尔德铁路494.165公里处，距离布里夫拉盖亚尔德大约5公里。车站大致呈西北-东南走向，开口朝东南。

## 设施
瓦雷茨站是一个无人看守的乘降所，原有的站房已另作他用，现无任何售票设施。在瓦雷茨站上车的乘客需上车后主动购票或使用通勤卡。

## 停靠线路
以下列车线路在瓦雷茨站停靠：
| 瓦雷茨站列车线路表      |      |        |                  |              |
| 线路                    | 车种 | 上一站 | 下一站           | 大致运行频率 |
| 利摩日—布里夫拉盖亚尔德 | TER  | 勒比尔 | 布里夫拉盖亚尔德 | 每天2趟      |
| 奥布雅—布里夫拉盖亚尔德 | TER  | 勒比尔 | 布里夫拉盖亚尔德 | 每天2趟      |
| 1. 2.                   |      |        |                  |              |

## 配套交通

### 长途客车
| 停靠瓦雷茨站的大巴车               |                  |                                                                        |
| 上下车地点                         | 运营单位         | 主要线路及目的地                                                       |
| 瓦雷茨市政厅 距离瓦雷茨站大约200米 | 科雷兹省城际客运 | - 5号线：布里夫拉盖亚尔德、奥布雅、于雅克、吕贝尔萨克                  |
| 瓦雷茨市政厅 距离瓦雷茨站大约200米 | SNCF Car TER     | （当某条铁路线施工或罢工时，SNCF可能会提供途径该线路沿途站点的大巴车） |
| 1. 2. 3.                           |                  |                                                                        |

### 市内交通
瓦雷茨站附近暂无城市公共交通线路经过。

### 社会车辆
瓦雷茨站门口可停靠少量社会车辆。

## 临近车站
| 瓦雷茨站（Gare de Varetz）     |                              |                    |
| 上行车站                       | 线路                         | 下行车站           |
| 勒比尔站                       | 内克松－布里夫拉盖亚尔德铁路 | 布里夫拉盖亚尔德站 |
| - 本表仅显示运营中的线路及车站 |                              |                    |